# Шведська (станція метро)
52°15′47.5″ пн. ш. 21°2′42.4″ сх. д. / 52.263194° пн. ш. 21.045111° сх. д.
Шведська (пол. Szwedzka) — станція Другої лінії Варшавського метро. Відкрита 15 вересня 2019, у складі черги Двожец Віленьські — Троцка.. Розташована під рогом вулиць Стрелецька та Шведська, у дільниці Прага-Пулноц.
Колонна двопрогінна станція мілкого закладення, з острівною платформою 11 м завширшки і 120 м завдовжки. Оздоблення виконано у відтінках сірого.